# Bell 47

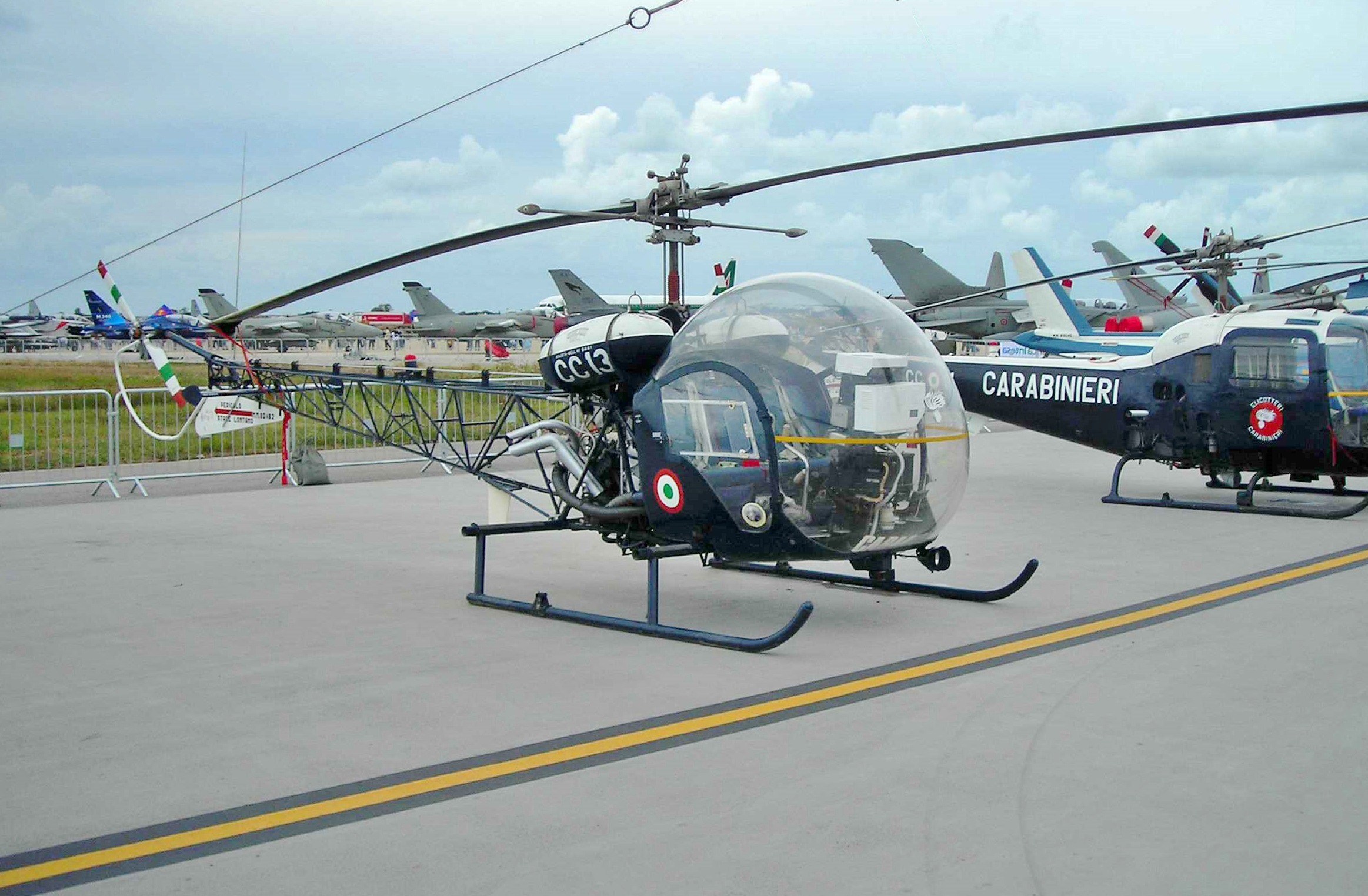
Agusta-Bell 47G (на переднем плане) и Agusta-Bell AB.47J3 Ranger

Белл 47 — американский лёгкий вертолёт. Разработан руководившим вертолётными проектами Bell Aircraft Артуром Янгом под общим руководством Ларри Белла на основе Bell 30. Получил первый в истории авиации сертификат типа для вертолётов в США в 1946 году. Имел широкое применение во время войны в Корее (1950—1953) как поисково-спасательный и связной вертолёт. Выпускался в различных гражданских и военных модификациях (более 30 вариантов). В зависимости от года выпуска и модификации, выпускался с разными типами фюзеляжа и кабины, имел пассажировместимость от 1 до 3 человек, оснащался различными вариантами поршневых двигателей (мощностью 200—305 л.с.) Оставался лучшим вертолётом своего класса до конца 1960-х. Вертолёт оставался в серийном производстве до 1973 г., всего произведено более 5600 машин. По состоянию на 2011 год в реестре Авиационной администрации США (FAA) зарегистрировано 1068 вертолетов семейства Bell 47.

## Тактико-технические характеристики

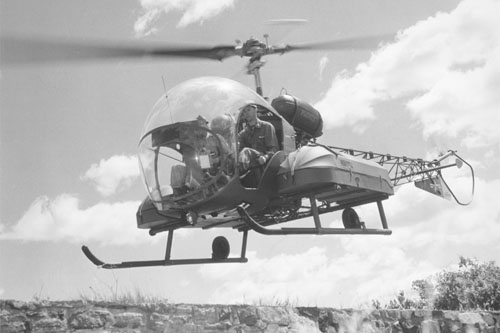
Военный вариант H-13 для эвакуации раненых на носилках

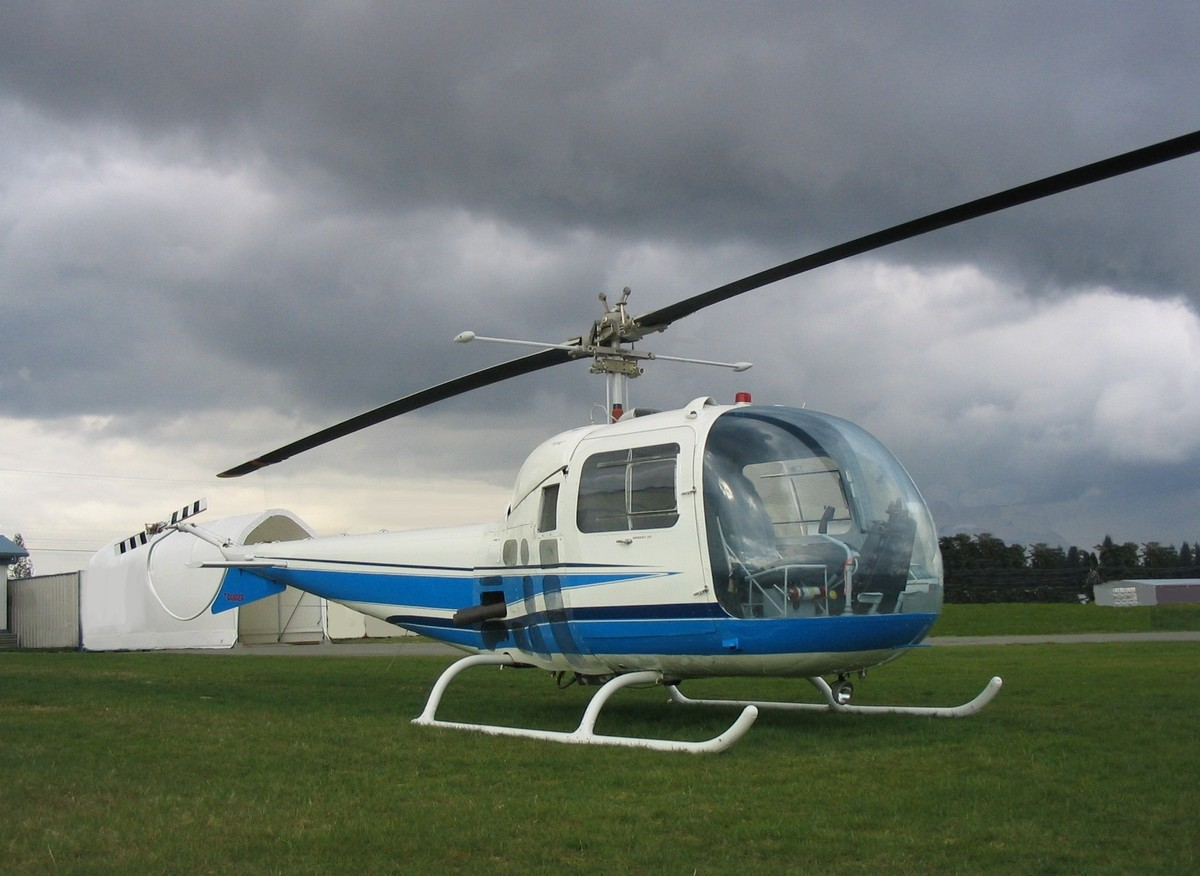
Bell 47J Ranger — модель с закрытым фюзеляжем

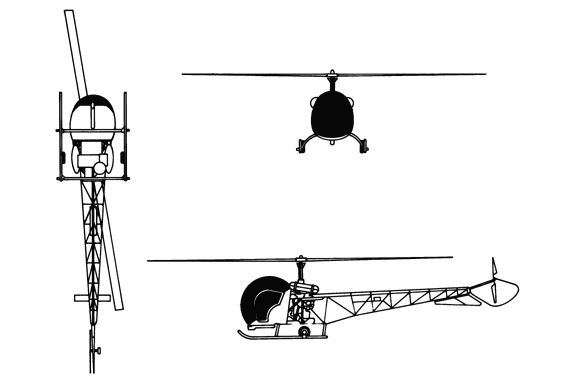
Схема вертолёта.

Приведенные характеристики соответствуют модификации HTL-4.
Источник данных: DEPARTMENT OF THE NAVY -- NAVAL HISTORICAL CENTER 

Технические характеристики
- Экипаж: 1 пилот
- Пассажировместимость: 1,2 или 3 пассажира (в зависимости от модификации), либо 2 раненых на носилках
- Длина: 12,56 м
- Длина фюзеляжа: 9,2 м
- Диаметр несущего винта: 10,71 м
- Диаметр рулевого винта: 1,73 м
- Высота: 2,794 м (до втулки несущего винта)
- Площадь, ометаемая несущим винтом: 89,65 м²
- Профиль крыла: NACA.0017 — корень, NACA.0011 — законцовка (лопасть несущего винта)
- База шасси: 2,286 м
- Колея шасси: 1,784 м
- Масса пустого: 701 кг
- Масса снаряжённого: 798 кг
- Нормальная взлётная масса: 963 кг (учебный вариант, 1 студент)
- Максимальная взлётная масса: 1066 кг
- Объём топливных баков: 109,8 л
- Масса топлива во внутренних баках: 78,9 кг
- Силовая установка: 1 × поршневой Aircooled Motors O-335-5
- Мощность двигателей: 1 × 200 л.с. (1 × 147 кВт)

Лётные характеристики
- Максимальная скорость:  
  - у земли: 148 км/ч
  - на высоте 579 м: 152 км/ч
- Крейсерская скорость: 120 км/ч
- Практическая дальность: 194,5 км
- Продолжительность полёта: 1,9 ч
- Практический потолок: 3840 м
- Статический потолок: 457 м (вне влияния земли)
- Скороподъёмность: 5 м/с
- Вертикальная скороподъёмность: 1,73 м/с
- Нагрузка на диск: 10,74 кг/м² (при нормальной взлётной массе)
- Тяговооружённость: 152 Вт/кг (при нормальной взлётной массе)

## Варианты и модификации
- Bell 47A - вариант с двигателем Franklin O-335-1 мощностью 157 л. с.
- Bell 47E - вариант с двигателем Franklin 6V4-200-C32 мощностью 200 л. с.
- Bell 47G - трёхместный пассажирский вариант вертолёта
- Bell 47J Ranger - четырёхместный пассажирский вариант вертолёта с двигателем Avco Lycoming VO-435
- Bell 47K - учебно-тренировочный вертолёт (двухместный вариант Bell 47J)
- Kawasaki KH-4 - вариант, выпускавшийся по лицензии японской компанией Kawasaki Heavy Industries
- "ЛЕВ-1" - Bell 47G-4[2] с двигателем ГТД-350, разработанный ГК "Укроборонсервис", демонстрационный образец представлен 5 октября 2015[3][4][5]

Кроме того, вертолёт производился по лицензии итальянской фирмой "Agusta" с 1954 по 1976 гг. и британской "Westland Aircraft".

## Страны-эксплуатанты
| - Аргентина - Австралия - Австрия - Бразилия - Канада - Чили - Китайская Республика - Колумбия - Куба - Доминиканская Республика - Эквадор - Франция - Германия — первые вертолёты поступили на вооружение бундесвера в 1956 году - Греция - Гватемала - Кения — 1 Bell 47G на 2016 год | - Исландия - Индонезия - Индия - Израиль - Италия - Ямайка - Япония - Ливия - Мадагаскар - Малайзия - Мальта - Мексика - Новая Зеландия - Пакистан - Парагвай - Замбия — 5 Bell 47G на 2016 год | - Перу - Филиппины - Сенегал - Испания - Шри-Ланка - Швеция - Таиланд - Турция - Танзания — 2 Bell 47G/47G2 на 2016 год - Великобритания - Украина — 1 Лев-1 на 2016 год - США - Уругвай - Венесуэла - Югославия - Заир |